# Antonín Berkovec
Antonín Berkovec (15. prosince 1882 Nýřany - 13. prosince 1938 Plzeň) byl český a československý politik a meziválečný senátor Národního shromáždění za Československou stranu národně socialistickou.

## Biografie
Po obecních volbách v roce 1925 se stal náměstkem starosty Plzně Luďka Pika. Profesí byl k roku 1929 stále náměstkem starosty Plzně. Působil i jako ředitel Všeobecné nemocenské pojišťovny.
V parlamentních volbách v roce 1929 získal senátorské křeslo v Národním shromáždění. V senátu setrval do roku 1935.
Zemřel 13. prosince 1938 v Plzni.